# Tanduk
Tanduk is een bestuurslaag in het regentschap Boyolali van de provincie Midden-Java, Indonesië. Tanduk telt 6071 inwoners (volkstelling 2010).